# اموریا، جوردن
اموریا، جوردن یک منطقهٔ مسکونی در اردن است که در استان عمان واقع شده‌است.